# Hubert K. Hilsdorf
Hubert Karl Hilsdorf (* 20. Mai 1930 in München; † 8. November 2010) war ein deutscher Bauingenieur und Professor.

## Werdegang
Hilsdorf promovierte 1964. Im Anschluss war er ab 1965 Associate Professor an der University of Illinois und von 1968 an Professor of Civil Engineering. 1971 folgte er einem Ruf an die Universität Karlsruhe. Schwerpunkt seiner wissenschaftlichen Arbeit waren Werkstoffe im Bauwesen.

## Auszeichnungen
1996 wurde er von der Technischen Universität Braunschweig zum Dr.-Ing. ehrenhalber ernannt. Im Jahr darauf erhielt er vom Deutschen Beton-Verein e.V. die Emil-Mörsch-Denkmünze. 